# Armin Schibler

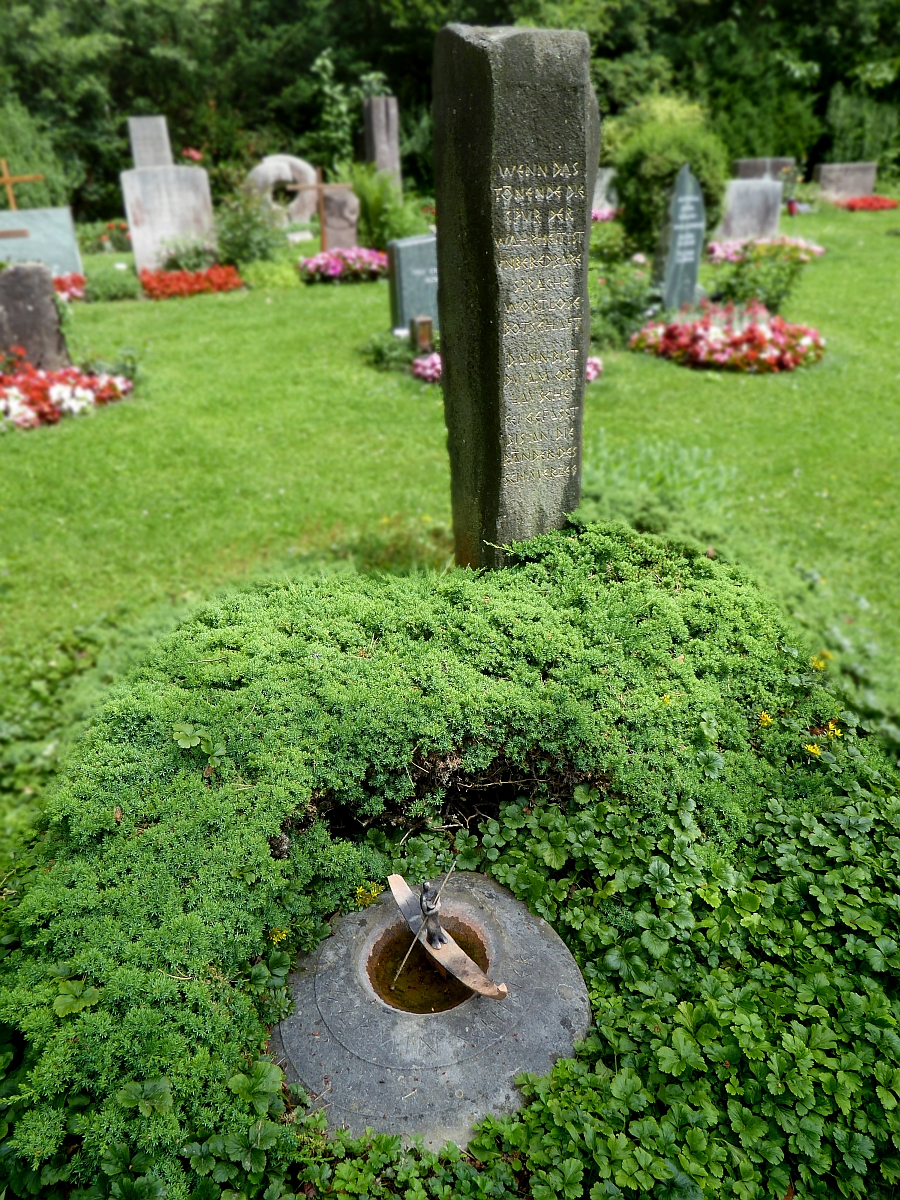
Grab auf dem Friedhof Witikon

Armin Schibler (* 20. November 1920 in Kreuzlingen; † 7. September 1986 in Zürich) war ein Schweizer Komponist und Musikpädagoge.

## Leben
Nach dem Besuch des Gymnasiums in Aarau studierte er am Konservatorium Zürich Musik. Dort begegnete Schibler seiner zukünftigen Frau, der Geigerin Tatjana Berger (geb. Tatjana Valerie Berger, 1924–2022). Nach Kriegsende bereiste Schibler England. Dort traf er die Komponisten Michael Tippett und Benjamin Britten. 1947 wurde Schibler vollamtlicher Lehrer für Musik am Literargymnasium Zürich, wo er bis kurz vor seinem Tod arbeitete.

## Werk und musikalischer Personalstil
Schon die Kompositionen des jungen Schibler zeigen einen persönlichen Musikstil, den er bis zum Lebensende weiterentwickelt. Ab 1949 setzte er sich anlässlich der Darmstädter Ferienkurse mit der Dodekaphonie auseinander und übernahm Zwölfton-Elemente als geistiges Ordnungsprinzip in seine Musik, lehnte jedoch die strengen Regeln der Dodekaphonie ab.
Ab 1952 arbeitete er mit Rhythmus (Schlagzeug) und Tanz. Auf der Grundlage seines Musikstils gestaltete er seine Kompositionen mit dem Archaischen des Rhythmus und des Tanzes als Körpererlebnis; seine Werke integrieren nichtklassische Musikidiome wie Jazz, Blues, Volks- und Popularmusik und schliesslich elektronische Musik. Aus seiner Schulmusikpraxis heraus schrieb er Kompositionen für den schulmusikalischen Alltag und entwickelte seinen Lehrgang Vom Körper zum Schlagzeug.
Wenig später wandte sich Schibler dem Musiktheater zu und komponierte mehrere Opern. Betroffen von den Problemen seiner Zeit – zum Beispiel Zerstörung der natürlichen Lebensgrundlagen, Ost-West-Konflikt, Machtmissbrauch in Diktaturen, Kommerzialisierung und Vermassung des kulturellen und geistigen Lebens – drängte es Schibler, diese musikalisch-künstlerisch zu gestalten: Er entwickelte die Oper weiter zum Hörwerk als eigener musikalischer Gattung. Es zeichnet sich aus durch eine Verbindung von Musik und Sprache in gegenseitiger Bezogenheit, wobei beide künstlerischen Medien ihre Eigenständigkeit bewahren. Viele der so entstandenen Hörwerke waren gesellschaftskritisch, andere befassten sich mit philosophisch-mythischen Themen. Für diesen Bereich, mit dem sich Schibler zeitlebens beschäftigte, war er ständig auf der Suche nach geeigneten Textvorlagen aus Vergangenheit und Gegenwart, und wenn er Vorlagen zu bestimmten Themen nicht fand, verfasste er sie selbst.
Seine Vision eines Gesamtkunstwerkes liess ihn nicht los: Verschiedenste künstlerische Medien sollten in den Dienst einer Werkidee, eines Stoffes treten. Experimentierend erreichte er eine Synthese der unterschiedlichsten kreativen Medien: Musik, Sprache, Theater, Bild (Film) und Tanz (Ballett). Es entstanden daraus viele Werke in Anlehnung an die Idee des totalen musikalischen Theaters.
Auch in der absoluten Musik war Schibler produktiv. Er komponierte mehrere Symphonien und Orchesterstücke, für jedes Instrument mindestens ein Solowerk. Schibler realisierte seine Vision von einer alle Lebensbereiche umfassenden Tonsprache, welche die verschiedensten Musikidiome angemessen einsetzt, um die bunte Vielfalt des Lebens künstlerisch wiederzugeben. Grundlage ist ein musikalischer Personalstil, der im Spannungsfeld von strukturellen Neuerungen und Tradition steht; typisch sind Halbtonschritte und ihre Komplementärformen sowie Spaltklänge, u. a. der gespaltene Septakkord.

## Autobiographisches
- Armin Schibler: Musik, Medium zwischen Zeit und Zeitlosigkeit, eine autobiographische Skizze, in: Musikkollegium Winterthur, Generalprogramm 1977/78; Musikkollegium Winterthur 1977; 63 S., S. 5–25 mit Abb. und Notenbeispielen, mit Liste der Werke Schiblers, aufgeführt vom Musikkollegium Winterthur 1945–1977 (S. 25–26).
- Armin Schibler: Das Werk 1986, Selbstdarstellung, Werkliste und Werkdaten, Dokumente zur Realisation, Werkstatt-Texte, Biographisches; Alkun-Verlag, Adliswil/Lottstetten 1985, 143 S., ill.: ISBN 3-85662-015-X.

## Preise
1950: Conrad-Ferdinand-Meyer-Preis

## Diskografie (Auswahl)
- Liedkompositionen von Armin Schibler als Radiosendung, dokumentiert in der Fonoteca Svizzera: https://www.fonoteca.ch/cgi-bin/oecgi4.exe/inet_fnbasedetail?REC_ID=743.041&LNG_ID=DEU
- Concertino für Klarinette und Streichorchester, op. 49, Radio-Orchester Beromünster, Hans-Rudolf Stalder (Klarinette), 1957, dokumentiert in der Fonoteca Svizzera: https://www.fonoteca.ch/cgi-bin/oecgi4.exe/inet_fnbasedetail?REC_ID=20822.046&LNG_ID=DEU
- Fantasia Helvetica für Blasorchester, Der Rütlischwur, von Armin Schibler, 1962, dokumentiert in der Fonoteca Svizzera: https://www.fonoteca.ch/cgi-bin/oecgi4.exe/inet_fnbasedetail?REC_ID=740.049&LNG_ID=DEU
- Greina, Kompositionen von Armin Schibler und Julien-François Zbinden, 1975, dokumentiert in der Fonoteca Svizzera: https://www.fonoteca.ch/cgi-bin/oecgi4.exe/inet_fnbasedetail?REC_ID=8631.011&LNG_ID=DEU
- Huttens letzte Tage, von Conrad Ferdinand Meyer, sinfonischer Zyklus von Armin Schibler 1970, dokumentiert in der Fonoteca Svizzera: https://www.fonoteca.ch/cgi-bin/oecgi4.exe/inet_fnbasedetail?REC_ID=20834.046&LNG_ID=DEU
- Un homme seul, Konzert für Gitarre von Armin Schibler, 1973, dokumentiert in der Fonoteca Svizzera: https://www.fonoteca.ch/cgi-bin/oecgi4.exe/inet_fnbasedetail?REC_ID=20818.046&LNG_ID=DEU